# Javier Garrido Ramírez
Ne pas confondre avec le footballeur Javier Garrido Behobide.

Javier Garrido Ramírez, né le 1er juillet 1979 à Torrent (province de Valence), est un footballeur espagnol évoluant au poste de défenseur droit.

## Biographie
Javier Garrido est formé au Valence CF avec qui il fait ses débuts professionnels lors de la saison 2001-2003 en jouant un match de championnat. Pour sa première saison il est champion d'Espagne. La saison suivante, il joue neuf matchs avant d'être prêté au Córdoba CF lors du mercato hivernal. À son retour au club, il trouve du temps de jeu et prend part à trente-et-une rencontres toutes compétitions confondues lors de la saison 2003-2004. Toutefois, il est prêté la saison suivante à l'AS Saint Etienne puis la saison suivante à l'Albacete Balompié en seconde division espagnole.

## Carrière de footballeur
- 2001-2002 : Valence CF  Espagne (Liga), 1 match
- 2002-Déc. 2002 : Valence CF  Espagne (Liga), 6 matchs (Liga), 2 matchs (C1)
- Déc. 2002-2003 : Córdoba CF  Espagne (D2 Esp), 9 matchs
- 2003-2004 : Valence CF  Espagne (Liga), 15 matchs (Liga), 10 matchs (C1)
- 2004-2005 : AS Saint-Étienne  France (L1), 10 matchs
- 2005-2006 : Albacete Balompié  Espagne (D2 Esp), ?
- 2006 : Lorca Deportiva  Espagne (D2,Esp)

## Palmarès
Il est Champion d'Espagne avec le Valence CF en 2002 et 2004 et remporte la Coupe UEFA 2004.